# کیترج (کلرادو)
کیترج (به انگلیسی: Kittredge) یک منطقهٔ مسکونی در ایالات متحده آمریکا است که در شهرستان جفرسون، کلرادو واقع شده‌است. کیترج ۵ کیلومتر مربع مساحت و ۹۵۴ نفر جمعیت دارد و ۲٬۱۰۵ متر بالاتر از سطح دریا واقع شده‌است.